# Luthéranisme
 (janvier 2009).
Si vous disposez d'ouvrages ou d'articles de référence ou si vous connaissez des sites web de qualité traitant du thème abordé ici, merci de compléter l'article en donnant les références utiles à sa vérifiabilité et en les liant à la section « Notes et références ».

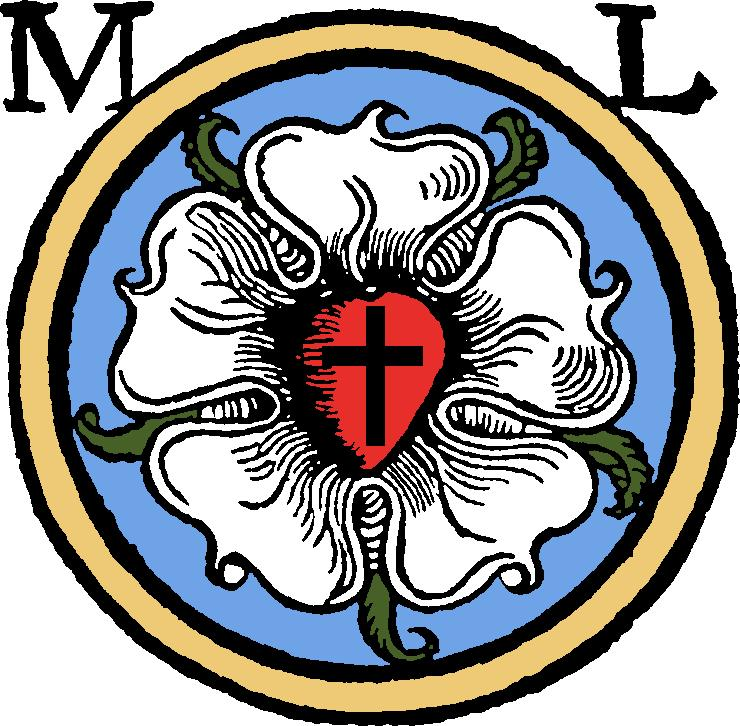
La rose de Luther.

Le luthéranisme est le courant protestant issu des écrits du théologien allemand Martin Luther. Ce courant de pensée a favorisé l'émergence d'une théologie et d'Églises au cours du XVIe siècle, tout en restant la référence dogmatique principale des luthériens, notamment en Allemagne, dans les pays scandinaves et aux États-Unis. Du fait des circonstances historico-politiques, d'importantes Églises luthériennes se sont constituées dans d'autres régions ou pays, particulièrement en Alsace et Lorraine, à Madagascar, en Pologne et dans les pays baltes.
Le corpus théologique de Luther joue un rôle central dans l'ensemble du protestantisme même s'il se distingue des autres principaux courants protestants : calvinisme, anglicanisme, anabaptisme et baptisme.
Le luthéranisme compterait en 2020 entre 70 et 90 millions de fidèles, toutes affiliations confondues.

## Historique

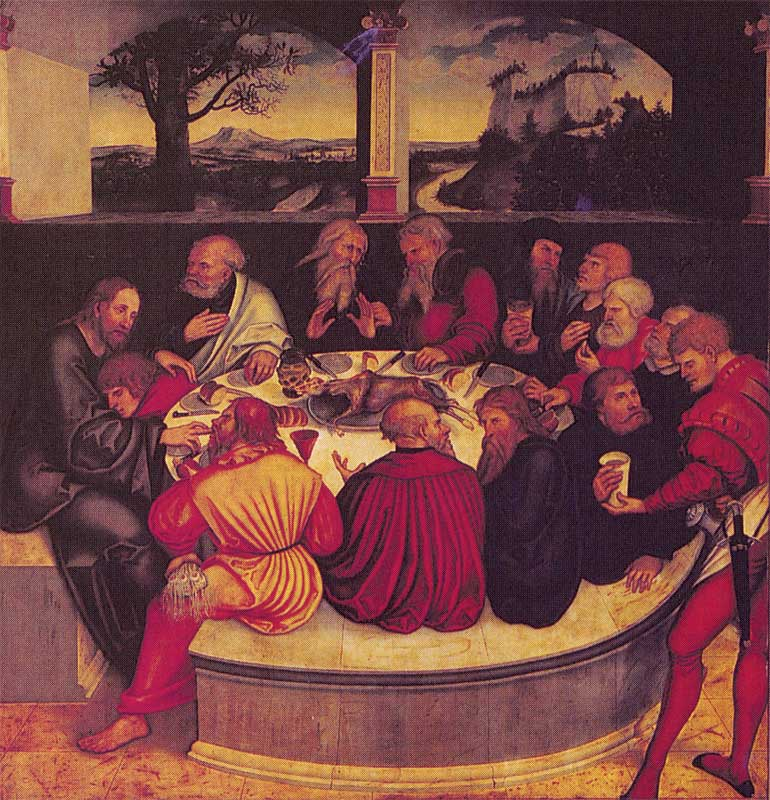
La Cène par Lucas Cranach l'Ancien et Lucas Cranach le Jeune (1547). Ce retable représente Jésus-Christ et les apôtres sous les traits de Philippe Mélanchthon, Martin Luther, Hans Lufft, Johannes Bugenhagen, Katharina von Bora, Johannes Luther, Lucas Cranach l'Ancien, Judas Iscariote et Caspar Aquila.

Au début du XVIe siècle, l'Église catholique monnayait des indulgences. Ce système était déjà dénoncé par John Wyclif (1320-1384) et Jan Hus (1369-1415), qui en soulignaient les dérives.
En 1517, Martin Luther, théologien et moine de l'ordre de Saint-Augustin s'insurge contre cette pratique. Puis, le 31 octobre 1517, il aurait affiché sur la porte de l'église de Wittenberg, en Saxe, ses 95 thèses condamnant les indulgences.
L'opposition de Luther aux indulgences est avant tout d'ordre théologique, mais les éléments fondamentaux de sa contestation concernent sa compréhension du salut par la foi, appuyée sur sa relecture de l'Épître aux Romains de l'apôtre Paul. Martin Luther est convoqué à Rome afin de s'expliquer lors d'une dispute théologique, en 1519. À la fin de celle-ci, le théologien Johannes Eck, affirme que Luther fait preuve d'hérésie.
Le 15 juin 1520, il est menacé d'être excommunié pour ses thèses (il sera excommunié le 3 janvier 1521, par le pape Léon X). Ses écrits sont brûlés. Le mouvement de la réforme protestante est lancé. Plusieurs princes d'Allemagne du Nord adoptent la Réforme. Selon le principe du cujus regio, ejus religio affirmé en 1555, des régions entières de l'Empire passent au protestantisme.

## Grands axes de la théologie luthérienne

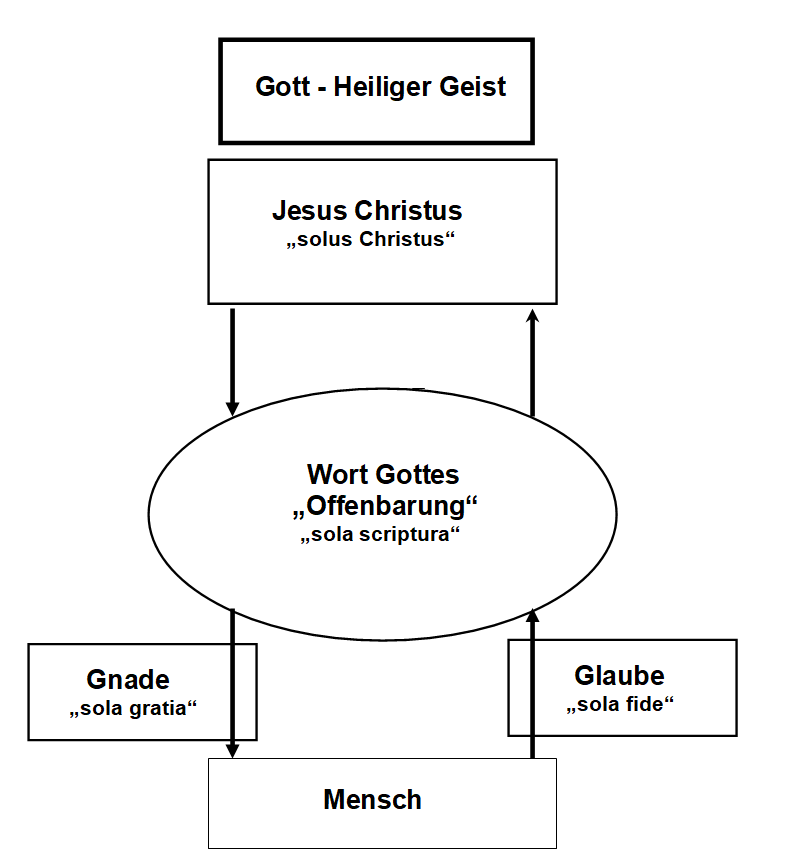
La doctrine de la justification, de Luther, corrigé par P. Blickle.

### Sola Gratia(Par la grâce seule)
Cette affirmation signifie d'abord que l'Homme n'est pas sauvé par ses œuvres morales ou pieuses. Luther défend l'idée d'une relation de confiance avec Dieu et non plus une relation qu'il suppose fondée sur la peur et la culpabilité. L'eucharistie, célébrée lors de chaque service liturgique avec la prédication, rappelle, pour le luthéranisme, que Dieu est un amour présent et réel dans le geste concret de son Fils qui se donne pour le salut des hommes. Selon le luthéranisme, tout commence par cette initiative d'amour, cette main tendue. À cette époque, en effet, dominait la crainte de l'enfer et du jugement divin encouragée par certains prêtres peu scrupuleux de l'institution romaine. Paul Tillich, interprète de Luther, dira : « C'est cette grâce qui me réconcilie avec moi-même, avec les autres et le monde (la nature, le cosmos) et avec Dieu ». L'éthique sera une réponse à cet amour premier.

### Sola Fide(Par la foi seule)
Si, selon le luthéranisme, l'Homme n'est pas sauvé par ses œuvres, il lui est demandé d'avoir confiance en Dieu : c'est la foi qui naît et se développe essentiellement par la médiation d'un pasteur qui prêche la bonne nouvelle de la grâce et qui célèbre les sacrements. C'est cette confiance qui fait de lui un membre de l'Église à la fois locale et universelle.

### Sola Scriptura(Par l'Écriture seule)
L'un des lieux où retentit ce message est par excellence le culte qui rassemble la communauté chrétienne autour de la prédication et de l'eucharistie qui sont les deux pôles du culte luthérien dans un environnement de cantiques et de louanges inspiré des psaumes. Or cette prédication puise son inspiration dans une tradition issue de la messe et qui est celle de la lecture et du commentaire de la Bible. Luther poursuivra la tradition du lectionnaire qu'il a trouvé dans la messe catholique. Ainsi, le rôle essentiel des évêques et même du pape serait, pour Luther, de former des pasteurs responsables de bien prêcher, car connaissant le grec et l'hébreu des Écritures, et d'animer la liturgie communautaire.

### Solus Christus(Le Christ seul)
À la différence de l'homélie catholique, la prédication de Luther n'est pas une explication des dogmes catholiques, dont il pense qu'ils s'écartent trop souvent des sources bibliques et patristiques. Luther pense qu'il existe dans la Bible un noyau central interprétatif, qui est une fidélité à ce que les Évangiles et les épîtres nous disent de Jésus-Christ et qui rejoint les grandes affirmations du Symbole des apôtres et de textes reconnus par l'Église luthérienne, telle la confession d'Augsbourg (voir ci-dessous). Et le prédicateur, enraciné sur cette parole symbolique et participant à la société et la culture de son temps, prendra le risque d'analogies, métaphores et corrélations qui font de lui un prophète et un homme de compassion.
Dans le protestantisme ultérieur, on a souvent privilégié le sola scriptura, mais la pensée de Luther reste beaucoup plus nuancée.

## Sacrements

### Source

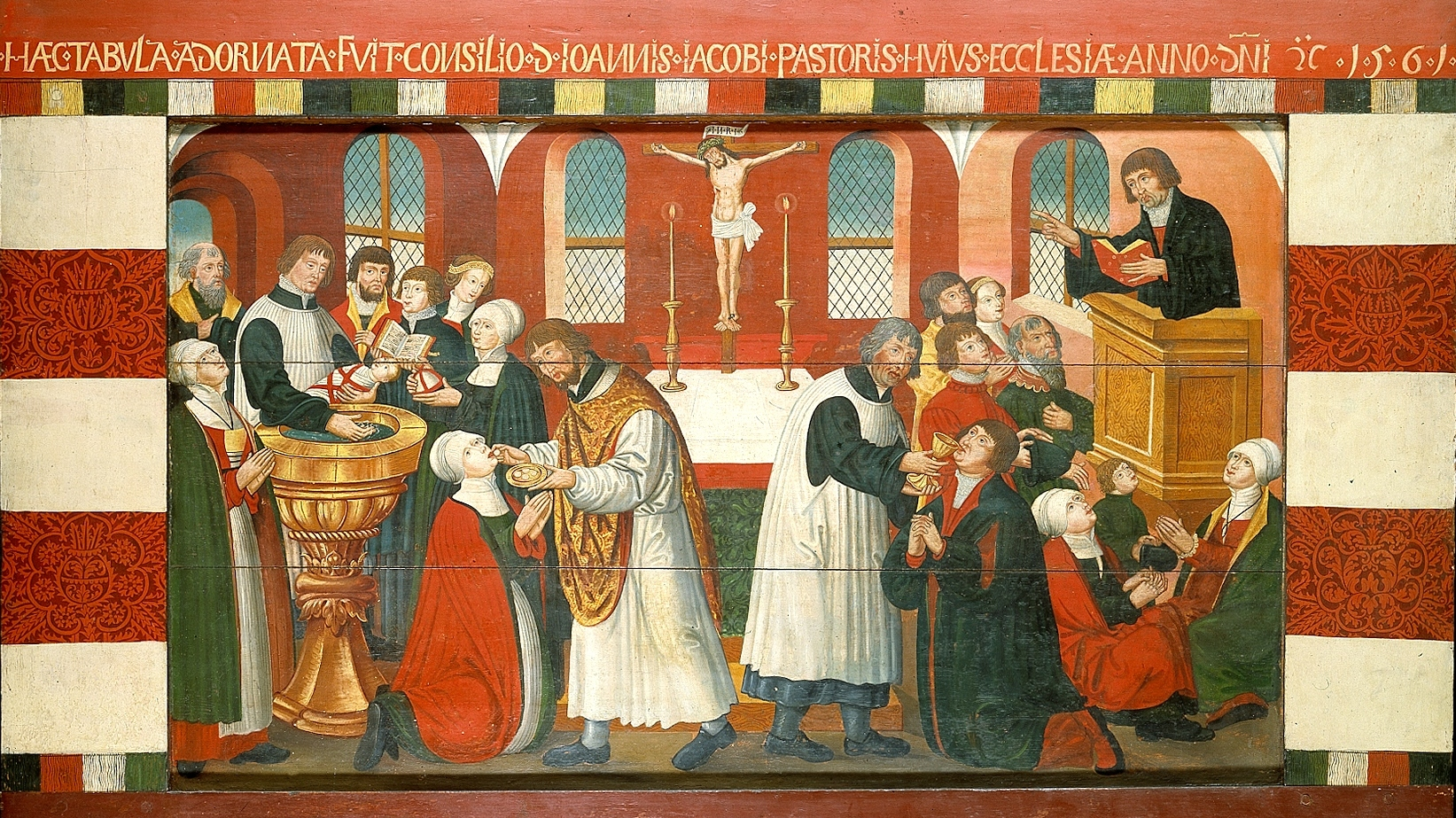
L’antependium de l’ à Ishøj, Danemark. La plaque montre les principaux points des rites luthériens : le baptême des enfants, le sermon et la Sainte-Cène.

C'est surtout dans son traité De la captivité babylonienne de l'Église, publié au début de l'année 1520, que Martin Luther développe sa pensée sur les sacrements : « Ayant réduit l'Église en captivité, la tyrannie romaine s'est attaquée à son âme en lui enlevant le sacrement, alors que le sacrement n'appartient pas aux prêtres mais à tous. »
Pour les catholiques, les sacrements sont des moyens de grâce qui ont un effet immédiat, opérant ex opere operato entre les mains du prêtre. Chez Jean Calvin, la présence du Christ est bien réelle mais de manière spirituelle. Pour d'autres, notamment Heinrich Bullinger, disciple de Zwingli, et chez la plupart des évangéliques, il ne s'agit que des signes visibles d'une grâce invisible.
Pour Luther, « les sacrements sont la manifestation objective d'une révélation que Dieu a voulue, à la fois donnée de l'extérieur et matérialisée dans l'incarnation, dans le Livre, l'Eau, dans le Pain et le Vin » (E. G. Leonard). Dans tout cela, le rôle du prêtre (surtout valorisé par la parole explicative sur le sacrement et la prédication), reste secondaire.

### Sacrement: succession visible d'une unique incarnation
Il existe pour Luther une sorte de visibilité des sacrements qui prolonge l'incarnation historique de Jésus Christ, de sa mort et de sa résurrection qui n'eurent lieu qu'une fois. Le prêtre ne peut donc pas renouveler ce sacrifice lors du sacrement. Et cette succession du sacrement se poursuit dans l'Église à travers le baptême (enfants ou adultes) et l'eucharistie, qui sont clairement institués par Jésus-Christ dans les évangiles et aussi le livre des Actes des apôtres. Il repousse ainsi le sacrement du mariage, de l'ordre, de l'extrême onction, de la réconciliation et de la confirmation qui étaient inégalement pratiqués à cette époque et reprendront de la vigueur après le concile de Trente.
Le sacrement est donc rétabli dans la pureté de son institution évangélique comme la communication du seul et non renouvelable sacrifice de la croix, sans intervention humaine.

### Union sacramentelle et consubstantiation
De même que le réformateur Wyclif, Luther abandonne la doctrine eucharistique de la transsubstantiation au profit d'une explication qu'il nomme la « consubstantiation » : le Christ est « avec » les espèces mais celles-ci ne subissent pas de changement ontologique : elles restent du pain et du vin, intimement liées au Christ lors du sacrement par les paroles d'institution et la présence de l'Esprit. Le pain et le vin sont le corps et le sang du Christ, mais sans jamais cesser d'être du pain et du vin. À la fin du culte, le pain et le vin qui restent ne sont plus considérés comme le corps et le sang du Christ.

## Liturgie
Luther fonde son approche sur le principe d’intelligibilité du culte : l’évangile doit y être annoncé de manière compréhensible à tous. C’est pourquoi Luther insiste sur l’utilisation de la langue allemande, tolérant le latin seulement pour les cultes en milieu universitaire, afin de donner aux étudiants une meilleure connaissance de cette langue. Luther conserve aussi la tradition du chant d’église, parfois en conservant des mélodies catholiques, mais, toujours fidèle à son souci pédagogique, il s’attache à promouvoir le chant d’assemblée, sur des airs simples et faciles à retenir. Ces hymnes luthériens traditionnels sont connus sous le nom de chorals. Luther conserve aussi de la messe une dimension esthétique dans la liturgie. Non seulement dans le domaine musical mais également dans celui des formes visuelles, expressions de la louange de l'Église satisfaisant la sensibilité populaire (crucifix, couleurs et habits liturgiques, vitraux, retables, bougies, gestes, etc.), Luther étant lui-même très tolérant dans ce domaine qu'il considère comme secondaire.

### Nouvelle organisation liturgique
Bien que l'organisation des cérémonies lui paraisse « Rauch und Dampf » (fumée et vapeur) car la porte ouverte à un légalisme pieux, Luther sera conduit à participer à l'organisation du culte à Wittemberg en 1523. Il écrira alors Von Ordnung des Gottesdienst (De l'ordre du service divin) et Formula Missæ. Dans cet esprit aura lieu en 1525 la première célébration de la « messe allemande » et son ordre qui sera publié en 1526 sous le titre de Deutsche Messe und Ordnung Gottesdiensts.

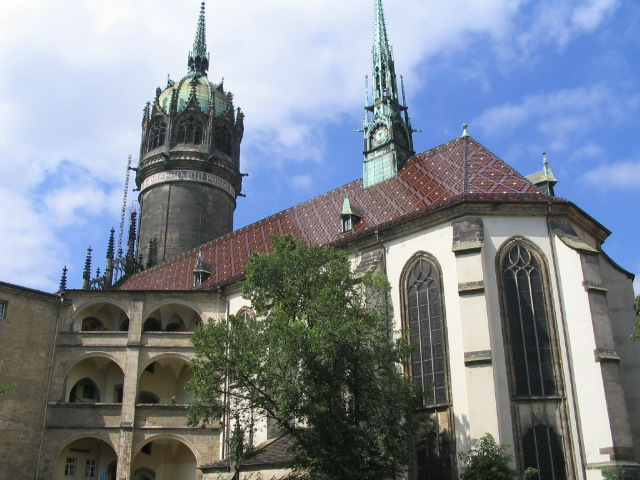
Église du palais de Wittenberg.

Même si Luther a pris la peine de préciser que sa liturgie a un caractère indicatif, adapté à l’Église allemande de la région de Wittenberg mais pas forcément à d'autres villes ou régions, son ordre du culte sera conservé par les églises luthériennes des siècles suivants. Il formera le cadre de nombreuses œuvres de Jean-Sébastien Bach, qui écrit la plupart de sa musique religieuse pour accompagner des offices luthériens. En voici le plan :
- Introït
- Kyrie eleison (pas de Gloria)
- Collecte (prière du jour, le pasteur étant tourné vers l'autel)
- Épître (lecture)
- Graduel (cantique allemand)
- Évangile (lecture)
- Credo (chant d'une paraphrase du Credo par Luther)
- Prédication
- Notre Père (chant d'une paraphrase faite par Luther)
- Exhortation à communier dignement
- Paroles d'institution prononcées d'abord sur le pain avec distribution, puis sur le vin avec partage du vin
- Prière d'action de grâces
- Bénédiction

### Vraie nouveauté: l'annonce de la grâce en langue vernaculaire
La messe va donc devenir un culte célébré par un pasteur. Il perd donc son caractère de « sacrifice renouvelé du Christ offert par un prêtre pour le salut des fidèles », puisque, comme l'écrit Luther, « le saint Sacrement n'a pas été institué pour que l'on en fasse un sacrifice expiatoire - car ce sacrifice a déjà été consommé sur la croix - mais pour qu'il serve à réveiller en nous la foi, et à réconforter les consciences. ». Certes, il commencera toujours par l'austère et humble reconnaissance de l'homme qui a besoin de vivre du pardon et de la grâce divine (Kyrie : « Seigneur aie pitié »). Mais il ne sera plus une célébration que Luther estime mystérieuse et incompréhensible pour le fidèle, car désormais, la lecture de la Bible se fera dans la langue du peuple et la prédication ne sera plus une homélie mais une parole que Luther pense plus claire, pour rendre le Christ de la Bible plus familier aux auditeurs. Un Christ qui nous réconcilie avec Dieu, les autres et le monde, en nous apportant son salut et sa grâce.

### Autre nouveauté: le renouveau hymnologique

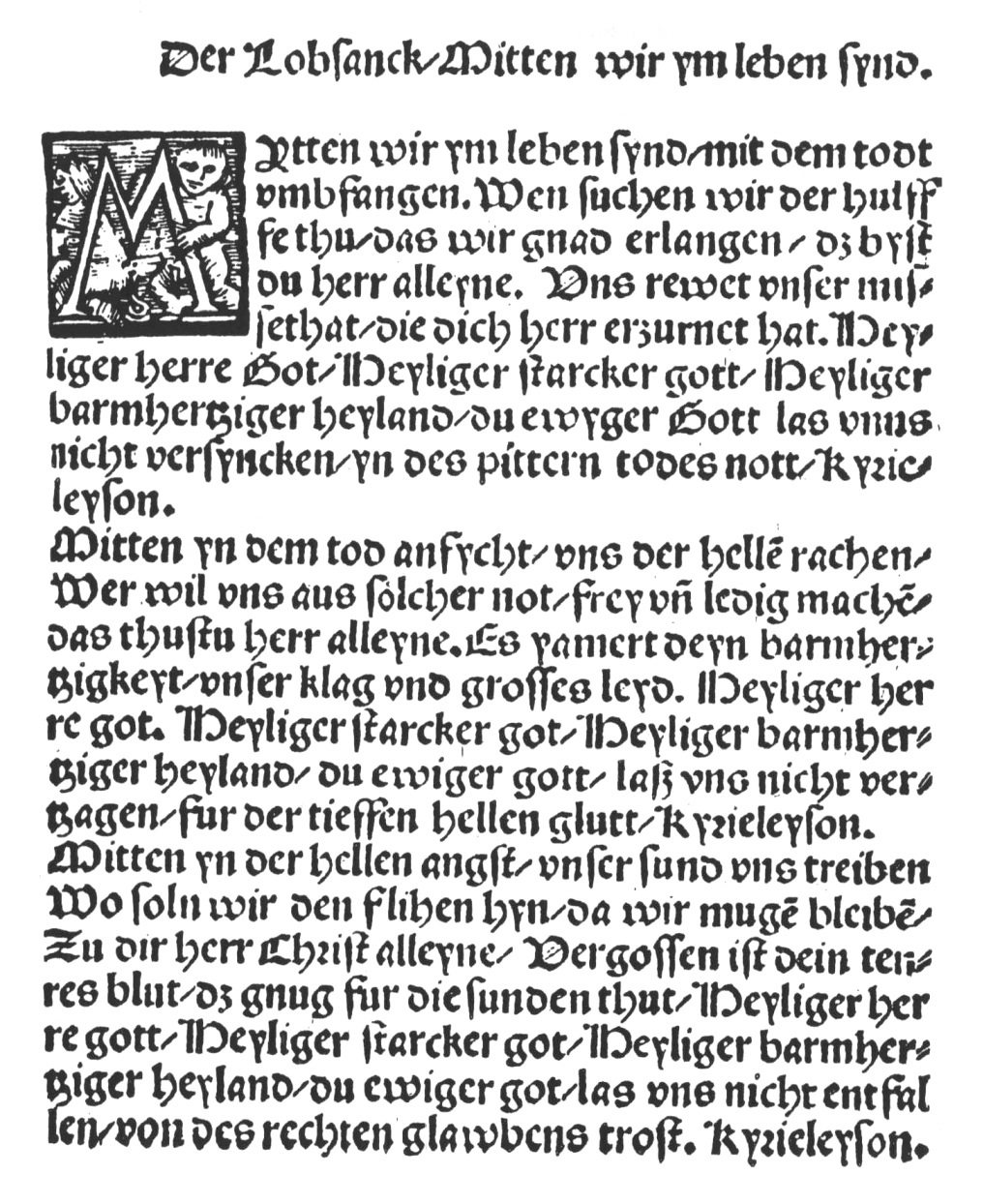
Texte en refrain de Mitten wir ym Leben sind de Luther (1524), issu de l'antienne grégorienne Media vita in morte sumus.

Bon musicien et poète, Luther introduira de l'émotion dans le culte en multipliant les cantiques en commun qui font participer le peuple mieux que, selon Luther, ne le faisait le chant grégorien, souvent très beau mais qu'il estimait devenu l'œuvre de spécialistes. Il composa lui-même une soixantaine d'hymnes (dont Ein feste Burg, « C'est un rempart que notre Dieu »), qui reste l'un des cantiques protestants parmi les plus connus dans le monde entier. Ses œuvres furent réunies en 1524 dans un Enchiridion diffusé largement dans le monde luthérien — qui montre au passage l'utilisation intelligente par Luther des nouveaux médias de son temps, ce qu'il fera également pour la Bible. De nombreux musiciens et poètes participèrent à cette première hymnologie protestante (Sachs, Speratus, Spengler, Rupff, etc.) et dont on retrouve encore les noms dans de nombreux cantiques protestants actuels.
Luther ne rejeta toutefois pas complètement le chant grégorien, mais le réserva aux clercs, ou aux étudiants, qui comprenaient le latin,. En 1523, il fit conserver la psalmodie, lecture chantée, auprès des monastères. Il en fit aussi des adaptations, en en tirant des musiques vraiment simples, tel le choral Nun komm, der Heiden Heiland, faciles à apprendre malgré les connaissances musicales limitées des fidèles. On trouve de tels chants syllabiques dans le premier livre de chant anglican, édité en 1550, qui a été influencé par Luther.
Toujours soucieux de faciliter la compréhension et l'adhésion des fidèles, Luther généralise aussi l'usage du refrain, comme dans le chant ambrosien. Ainsi, l'antienne Media vita in morte sumus, un chant en prose sans refrain, est-il transformé par Luther en chant dont le refrain commence toujours avec le terme Mitten et se termine avec la prière Kyrie eleyson,.
De nos jours, le chant grégorien intéresse à nouveau certains luthériens. Ainsi, la cathédrale d'Oslo Domkirke, paroisse de la famille royale norvégienne, possède une véritable schola grégorienne Consortium Vocale Oslo ; celle-ci est toutefois entièrement consacrée au chant grégorien comme forme artistique,.

## Confession d'Augsbourg
La confession d'Augsbourg (« CA » Confessio Augustana) est la confession de foi fondamentale des États impériaux luthériens. Elle a été présentée par la réformation luthérienne à Charles Quint lors de la diète d'Empire à Augsbourg en 1530. Jusqu'à nos jours la confession d'Augsbourg est le document de confession obligatoire pour chaque Église luthérienne.

### Contenu
La première partie (articles fondamentaux de la foi et de la doctrine) :
- Article 1. - De Dieu
- Article 2. - Du Péché Originel
- Article 3. - Du Fils de Dieu
- Article 4. - De la Justification
- Article 5. - Du Ministère de la Parole
- Article 6. - De la Nouvelle Obéissance
- Article 7. - De l'Église
- Article 8. - Ce qu'est l'Église dans le Monde
- Article 9. - Du Baptême
- Article 10. - De la Sainte-Cène
- Article 11. - De la Confession
- Article 12. - De la Repentance
- Article 13. - De l'emploi des Sacrements
- Article 14. - Du Gouvernement de l'Église
- Article 15. - Des Rites Ecclésiastiques
- Article 16. - Du Gouvernement Civil
- Article 17. - Du Retour du Christ pour le Jugement
- Article 18. - Du Libre Arbitre
- Article 19. - De l'Origine du Péché
- Article 20. - De la Foi et des Bonnes Œuvres
- Article 21. - De l'Invocation des Saints

Deuxième partie (articles qui sont contestés et où l'on traite des abus qui ont été corrigés) :
- Introduction
- Article 23. - Du Mariage des Prêtres
- Article 24. - De la Messe
- Article 25. - De la Confession
- Article 26. - De la Distinction des Aliments
- Article 27. - Des Vœux Monastiques
- Article 28. - Du Pouvoir des Évêques

### Article 7, «De l'Église»
Cet article est d'une grande importance pour trois raisons.
Il est placé après l'article 5 sur le « ministère de la Parole ». C'est la démarche centrale de la réforme de Luther. D'une part contre le subjectivisme piétiste qui lie le Saint Esprit à nos états d’âmes et nos sentiments pieux. Et d'autre part contre le catholicisme qui lie un peu trop l'Esprit à l'institution romaine dont il prétend qu'elle est l'incarnation continuée du Christ et qui la rend sourde aux appels de l'Évangile.
En son cœur, un nouvel enseignement très simple : l'Église y est définie comme la communauté ou l'assemblée de tous les chrétiens du monde entier, ou encore comme la chrétienté physiquement dispersée mais spirituellement rassemblée dans un seul Évangile. Localement, l'Église sera un événement toujours actuel de l'Esprit lié « à un enseignement juste et une administration fidèle des sacrements »[réf. souhaitée].
Il est complété par l’article 8 sur « le bon grain et l'ivraie ». Cet article précise en effet que sur cette terre, une partie de l'Église reste composée d'hommes et de femmes que la grâce transforme en « bon grain » de la parabole évangélique (Matthieu 13:25-30).

## Luthéranisme de nos jours

### Dans le monde
À l'échelle mondiale, un rapport de 2011 sur les différentes orientations du christianisme évalue la part des luthériens à près de 10 % de l'ensemble des protestants.
Les principaux pays luthériens sont les nations scandinaves (Islande, Norvège, Danemark, Suède), la Finlande, l'Estonie et l'Allemagne du Nord. La Lettonie est en grande partie luthérienne.
La Namibie, du fait de sa colonisation par l'Empire allemand, est le seul pays en dehors de l'Europe à être majoritairement luthérien. Il existe des communautés importantes de luthériens dans plusieurs autres pays, comme le Brésil, les États-Unis (particulièrement dans le Midwest), l'Éthiopie, l'Indonésie, Madagascar, la Papouasie-Nouvelle-Guinée et la Tanzanie. Il existe de petites communautés parmi les Allemands du Caucase, et particulièrement ceux de Géorgie.
Les plus grandes associations mondiales des Églises luthériennes sont la Fédération luthérienne mondiale (FLM) et les Églises protestantes d'Alsace-Lorraine (EPAL) ; l'International Lutheran Council (ILC), dont l'Église évangélique luthérienne Synode de France est membre ; et la Confessional Evangelical Lutheran Conference (en) (CELC).

### En France
Les luthériens représentent une partie du protestantisme français. Ce sont surtout, historiquement, les protestants d'Alsace-Moselle, réunis dans l'Église protestante de la Confession d'Augsbourg d'Alsace et de Lorraine et du pays de Montbéliard, qui ont rejoint à sa création l'Église évangélique luthérienne de France. Du fait de nouvelles circonstances historico-politiques, des communautés luthériennes se sont développées après la guerre de 1870 et l'annexion de l'Alsace-Moselle, à Paris et dans d'autres régions, en une Église autonome, qui depuis 2013 est réunie à l'Église réformée de France dans une nouvelle structure ecclésiale, l'Église protestante unie de France.
Ces Églises sont membres de la Fédération protestante de France.
Les luthériens sont aussi présents au sein de l'Église évangélique luthérienne - Synode de France (EEL-SF), composée de 1 000 membres, implantés en Alsace et dans la région parisienne, qui sont en communion avec l'International Lutheran Council (ILC).